# Ruth Williams-Simpson
Ruth Williams-Simpson (geb. Williams; * 19. Oktober 1949 im Saint Mary Parish) ist eine ehemalige jamaikanische Sprinterin.
1971 gewann sie bei den Panamerikanischen Spielen in Cali Bronze in der 4-mal-400-Meter-Staffel.
Bei den Olympischen Spielen 1972 in München schied sie über 400 m und in der 4-mal-400-Meter-Staffel im Vorlauf aus.
Über 200 m gewann sie bei den Zentralamerika- und Karibikmeisterschaften 1973 Bronze und wurde Fünfte bei den British Commonwealth Games 1974 in Christchurch. 1975 folgte eine Bronzemedaille über 400 m bei den Zentralamerika- und Karibikmeisterschaften.
Bei den Olympischen Spielen 1976 in Montreal erreichte sie über 400 m das Viertelfinale und wurde mit der jamaikanischen Mannschaft im Vorlauf der 4-mal-400-Meter-Staffel disqualifiziert.
1978 gelangte sie bei den Commonwealth Games in Edmonton über 400 m ins Halbfinale. Bei den Olympischen Spielen 1980 kam sie über 400 m und in der 4-mal-400-Meter-Staffel nicht über die erste Runde hinaus.
Ihre persönliche Bestzeit über 400 m von 52,8 s stellte sie 1976 auf.